# Phyllonycteris poeyi
Phyllonycteris poeyi — вид родини листконосові (Phyllostomidae), ссавець ряду лиликоподібні (Vespertilioniformes, seu Chiroptera).

## Середовище проживання та екологія
Країни поширення: Куба, Домініканська Республіка, Гаїті. Населяє вічнозелені ліси і чагарники на висотах до 1700 метрів. Раціон складається з фруктів, пилку, нектару і комах. Вид нічний. Стадний.

## Морфологія
Розмах крил 29 до 35 сантиметрів, а вага тіла від 15 до 29 грам. Самці значно більші за самиць. У обох статей шовковисте, рівномірне сірувато-біле хутро. Вони мають відносно короткий хвіст, не більше 18 міліметрів в довжину.